# منطقة أوريخوفو-زويفو

أريخوفو-زويفو رايون على خريطة محافظة موسكو

أوريخوفو-زويفو رايون (الروسية: Оре́хово-Зу́евский райо́н) هي إحدى المناطق الإدارية في محافظة موسكو. مركزها الإداري هو مدينة أوريخوفو-زويفو.
تحوي المدن والقرى التالية: ليكينو-دوليوفو، دريزنا، كوروفسكوي، إيلينسكي بوغوست، دافيدوفو٬ ديميكوفو وغيرها.
تقع أوريخوفو-زويفو رايون في الجزء الشرقي من محافظة موسكو وتبلغ مساحتها 1821.28 كيلومترا مربعا.